# 利木赞牛

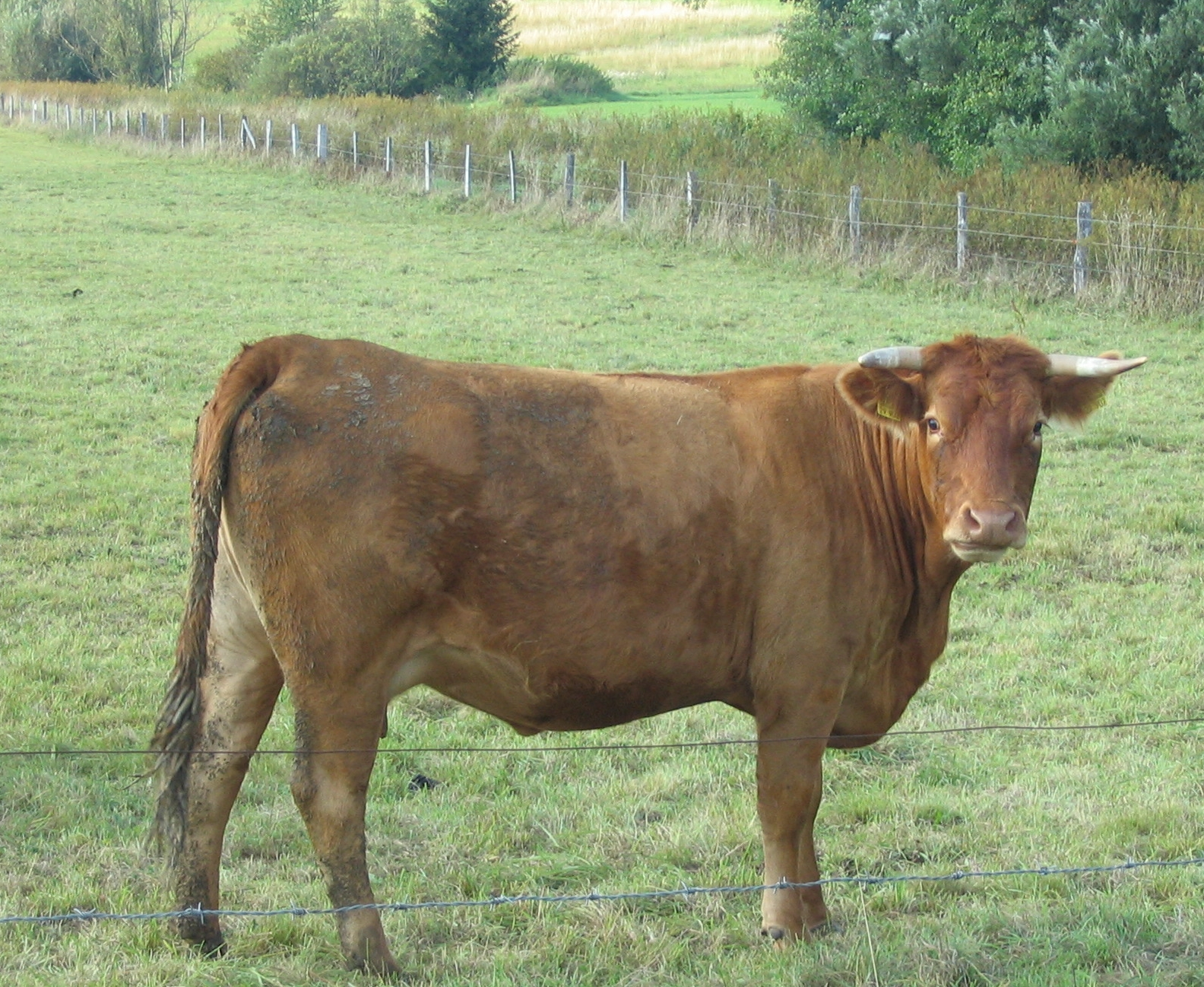

利木赞牛（法語：Limousin），是一种原产于法国利穆赞省的大型肉用家牛品种。在法国是仅次于夏洛来牛的重要肉用牛，外观上呈现出黄棕色。这一品种大约培养于19世纪70年代，如今已经输出至世界各地。其特点为生长快、出肉率高，1岁小牛体重可达400千克，成年公牛可达1200千克。